# Tongxing Zhen
Tongxing Zhen (kinesiska: 同兴镇, 同兴) är en köping i Kina. Den ligger i provinsen Liaoning, i den nordöstra delen av landet, omkring 200 kilometer söder om provinshuvudstaden Shenyang. Antalet invånare är 19486. Befolkningen består av 9 180 kvinnor och 10 306 män. Barn under 15 år utgör 10,0 %, vuxna 15-64 år 79 %, och äldre över 65 år 10,0 %.
Genomsnittlig årsnederbörd är 1 408 millimeter. Den regnigaste månaden är juli, med i genomsnitt 513 mm nederbörd, och den torraste är januari, med 11 mm nederbörd.